# Levegh

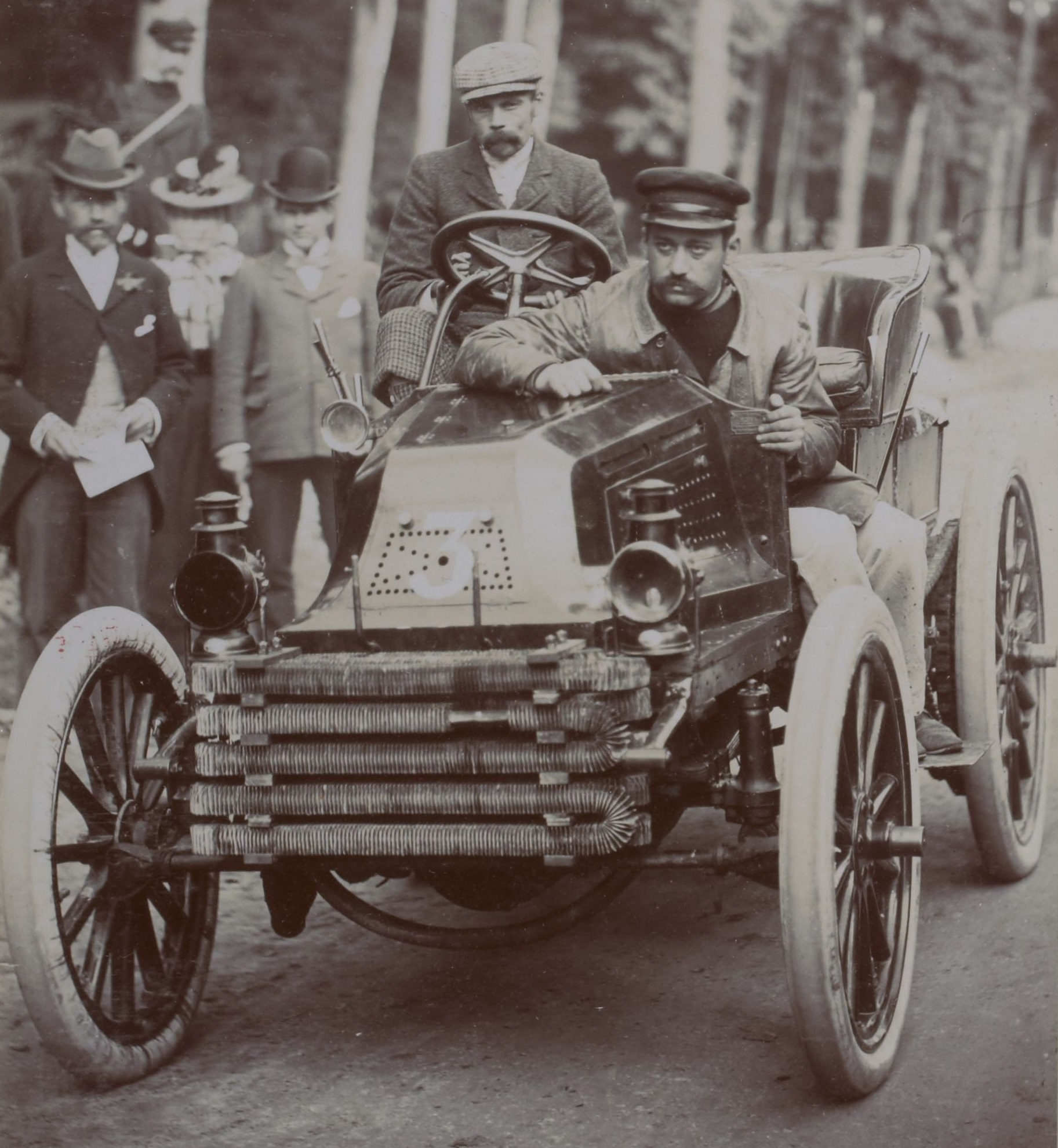
Levegh auf einem Mors beim Rennen Paris-Boulogne sur Mer 1899

Levegh, bürgerlich Alfred Pierre Velghe, (* 16. Juni 1870 in Kortrijk, Belgien; † 28. Februar 1904 in Pau, Aquitanien) war ein französischer Automobilrennfahrer. Der Name Levegh ist ein Anagramm des bürgerlichen Namens.

## Karriere
Levegh begann zunächst seine Karriere als Radrennfahrer, stieg aber später in den Automobilsport ein. Er fuhr auf Wagen der Marke Mors und war derjenige Fahrer, der es schaffte, die jahrelange Dominanz der Panhard & Levassor-Wagen zu durchbrechen.
Seinen ersten großen Erfolg hatte er 1899 beim Rennen Paris–Oostende 1899, als er zeitgleich mit Léonce Girardot ins Ziel kam. Ein Jahr später gewann Levegh bei Paris–Toulouse–Paris. Wegen seines schlechten Gesundheitszustandes zog er sich daraufhin vom Rennsport zurück; er starb 1904 an Tuberkulose.
Sein Neffe, Pierre Bouillin, nannte sich nach seinem Onkel Pierre Levegh. Er wurde ein Langstreckenfahrer, der besonders durch seine Verwicklung in die Katastrophe von Le Mans 1955 bekannt wurde.